# Saint-Geniès-de-Comolas
Pour les articles homonymes, voir Saint-Geniès.
Saint-Geniès-de-Comolas [sɛ̃ ʒənjɛs də kɔmɔlas] est une commune française située dans le département du Gard et la région Occitanie.
Exposée à un climat méditerranéen, elle est drainée par le Nizon.
Saint-Geniès-de-Comolas est une commune urbaine qui compte 2 013 habitants en 2022, après avoir connu une forte hausse de la population depuis 1962. Elle est dans l'unité urbaine de Saint-Laurent-des-Arbres et fait partie de l'aire d'attraction d'Avignon. Ses habitants sont appelés les Saint-Geniérois ou  Saint-Geniéroises.

## Géographie
Commune du Rhône gardois, Saint-Geniès-de-Comolas est située dans l'arrière pays Avignonais à proximité du vignoble de Tavel et du Rhône.
Elle est limitrophe de Saint-Laurent-des-Arbres à l'ouest, Laudun-l'Ardoise au nord, Montfaucon au nord-est, Roquemaure au sud-est.

### Accès
Elle est desservie par la route nationale RN580 (devenue RD980) qui relie Avignon à Bagnols-sur-Cèze et par la route départementale RD101 qui relie Saint-Laurent-des-Arbres à Roquemaure. Nîmes se trouve à 40 km, Avignon à 20 km.

### Orographie
La commune s'étend sur des coteaux arborés ou cultivés (vigne).

### Climat
Pour des articles plus généraux, voir Climat de l'Occitanie et Climat du Gard.
En 2010, le climat de la commune est de type climat méditerranéen franc, selon une étude s'appuyant sur une série de données couvrant la période 1971-2000. En 2020, Météo-France publie une typologie des climats de la France métropolitaine dans laquelle la commune est exposée à un climat méditerranéen et est dans la région climatique Provence, Languedoc-Roussillon, caractérisée par une pluviométrie faible en été, un très bon ensoleillement (2 600 h/an), un été chaud (21,5 °C), un air très sec en été, sec en toutes saisons, des vents forts (fréquence de 40 à 50 % de vents > 5 m/s) et peu de brouillards.
Pour la période 1971-2000, la température annuelle moyenne est de 14,1 °C, avec une amplitude thermique annuelle de 17,6 °C. Le cumul annuel moyen de précipitations est de 718 mm, avec 5,5 jours de précipitations en janvier et 2,9 jours en juillet. Pour la période 1991-2020, la température moyenne annuelle observée sur la station météorologique la plus proche, située sur la commune de Pujaut à 8 km à vol d'oiseau, est de 14,6 °C et le cumul annuel moyen de précipitations est de 672,8 mm,. Pour l'avenir, les paramètres climatiques de la commune estimés pour 2050 selon différents scénarios d’émission de gaz à effet de serre sont consultables sur un site dédié publié par Météo-France en novembre 2022.

### Milieux naturels et biodiversité
Aucun espace naturel présentant un intérêt patrimonial n'est recensé sur la commune dans l'inventaire national du patrimoine naturel,,.

## Urbanisme

### Typologie
Au 1er janvier 2024, Saint-Geniès-de-Comolas est catégorisée petite ville, selon la nouvelle grille communale de densité à sept niveaux définie par l'Insee en 2022.
Elle appartient à l'unité urbaine de Saint-Laurent-des-Arbres, une agglomération intra-départementale regroupant deux  communes, dont elle est une commune de la banlieue,,. Par ailleurs la commune fait partie de l'aire d'attraction d'Avignon, dont elle est une commune de la couronne,. Cette aire, qui regroupe 48 communes, est catégorisée dans les aires de 200 000 à moins de 700 000 habitants,.

### Occupation des sols
L'occupation des sols de la commune, telle qu'elle ressort de la base de données européenne d’occupation biophysique des sols Corine Land Cover (CLC), est marquée par l'importance des territoires agricoles (80,6 % en 2018), une proportion sensiblement équivalente à celle de 1990 (79,9 %). La répartition détaillée en 2018 est la suivante : 
cultures permanentes (70,2 %), zones urbanisées (10,6 %), zones agricoles hétérogènes (10,4 %), milieux à végétation arbustive et/ou herbacée (3,8 %), forêts (2,6 %), mines, décharges et chantiers (2,5 %). L'évolution de l’occupation des sols de la commune et de ses infrastructures peut être observée sur les différentes représentations cartographiques du territoire : la carte de Cassini (XVIIIe siècle), la carte d'état-major (1820-1866) et les cartes ou photos aériennes de l'IGN pour la période actuelle (1950 à aujourd'hui).

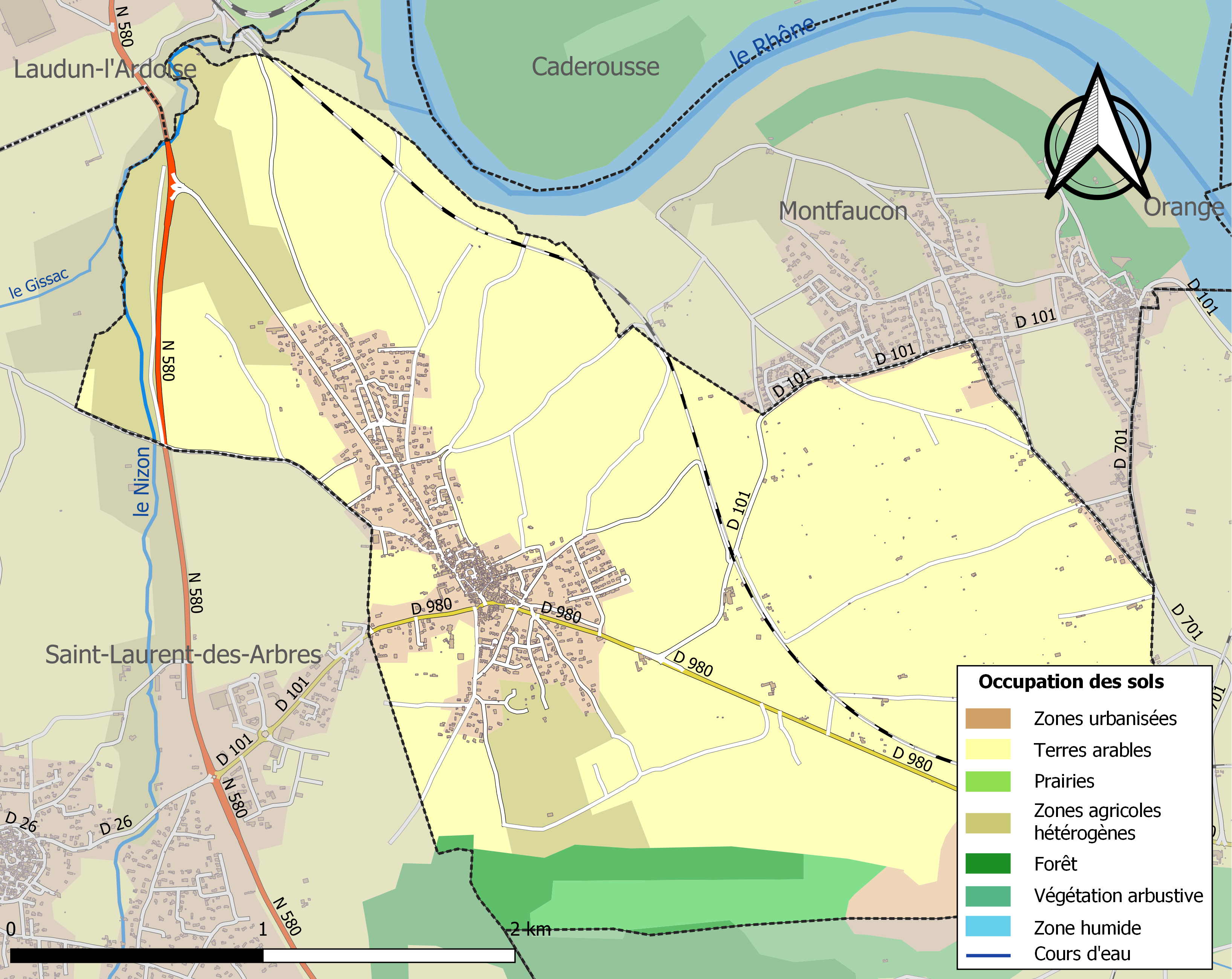
Carte des infrastructures et de l'occupation des sols de la commune en 2018 (CLC).

### Risques majeurs
Le territoire de la commune de Saint-Geniès-de-Comolas est vulnérable à différents aléas naturels : météorologiques (tempête, orage, neige, grand froid, canicule ou sécheresse), inondations, feux de forêts, mouvements de terrains et séisme (sismicité modérée). Il est également exposé à deux risques technologiques, le transport de matières dangereuses et le risque nucléaire. Un site publié par le BRGM permet d'évaluer simplement et rapidement les risques d'un bien localisé soit par son adresse soit par le numéro de sa parcelle.

#### Risques naturels
La commune fait partie du territoire à risques importants d'inondation (TRI) d'Avignon – plaine du Tricastin – Basse vallée de la Durance, regroupant 90 communes du bassin de vie d'Avignon, Orange et de la basse vallée de la Durance, un des 31 TRI qui ont été arrêtés fin 2012 sur le bassin Rhône-Méditerranée. Il a été retenu au regard des risques de débordements du Rhône, de la Durance, de la Cèze, du Lez (84), de l'Ardèche, de l'Eygues, du Rieu (Foyro), de la Meyne, de l'Ouvèze, des Sorgues, des rivières du Sud-Ouest du mont Ventoux, de la Nesque, du Calavon et de l'Èze. Les crues récentes significatives sont celles d'octobre 1993 (Rhône-Lez), de janvier et novembre 1994 (Rhône, Durance, Calavon, Ouvèze), de décembre 1997, de  novembre 2000, de mai 2008 (Durance), de décembre 2003 (Rhône, Calavon), de septembre 1992 (Ouvèze), de septembre 2002 et de 2003 (Aygue, Rieu Foyro), de septembre 1958, de septembre 1992 (Ardèche), de septembre 1993 (Èze). Des cartes des surfaces inondables ont été établies pour trois scénarios : fréquent (crue de temps de retour de 10 ans à 30 ans), moyen (temps de retour de 100 ans à 300 ans) et extrême (temps de retour de l'ordre de 1 000 ans, qui met en défaut tout système de protection),. La commune a été reconnue en état de catastrophe naturelle au titre des dommages causés par les inondations et coulées de boue survenues en 1982, 1991, 1993, 2002, 2003, 2004 et 2008,.

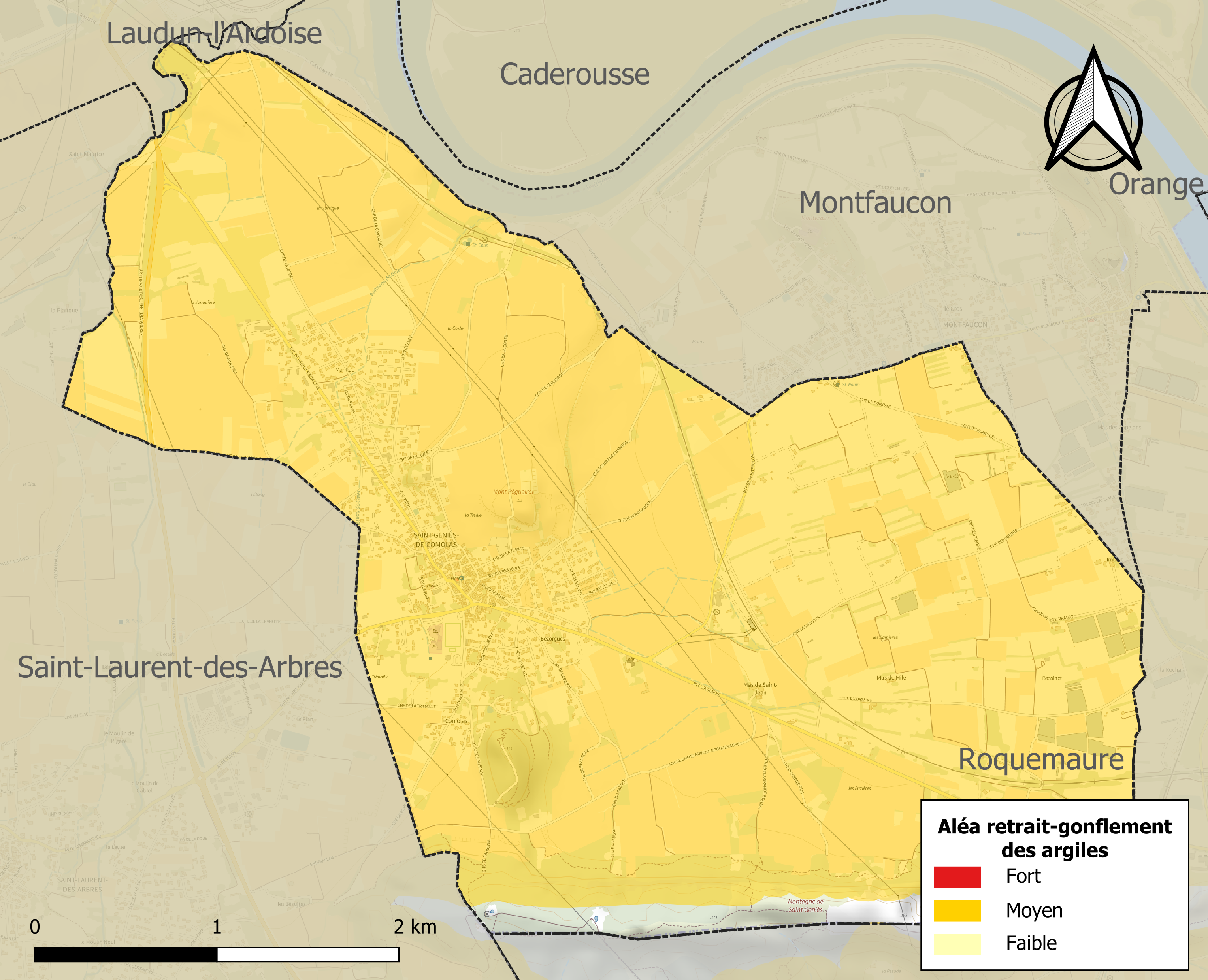
Carte des zones d'aléa retrait-gonflement des sols argileux de Saint-Geniès-de-Comolas.

La commune est vulnérable au risque de mouvements de terrains constitué principalement du retrait-gonflement des sols argileux. Cet aléa est susceptible d'engendrer des dommages importants aux bâtiments en cas d’alternance de périodes de sécheresse et de pluie. 96,6 % de la superficie communale est en aléa moyen ou fort (67,5 % au niveau départemental et 48,5 % au niveau national). Sur les 761 bâtiments dénombrés sur la commune en 2019, 761 sont en aléa moyen ou fort, soit 100 %, à comparer aux 90 % au niveau départemental et 54 % au niveau national. Une cartographie de l'exposition du territoire national au retrait gonflement des sols argileux est disponible sur le site du BRGM,.
Par ailleurs, afin de mieux appréhender le risque d’affaissement de terrain, l'inventaire national des cavités souterraines permet de localiser celles situées sur la commune.

#### Risques technologiques
Le risque de transport de matières dangereuses sur la commune est lié à sa traversée par des infrastructures routières ou ferroviaires importantes ou la présence d'une canalisation de transport d'hydrocarbures. Un accident se produisant sur de telles infrastructures est en effet susceptible d’avoir des effets graves au bâti ou aux personnes jusqu’à 350 m, selon la nature du matériau transporté. Des dispositions d’urbanisme peuvent être préconisées en conséquence.
La commune étant située dans le périmètre de sûreté autour du site nucléaire de Marcoule, elle est exposée au risque nucléaire. En cas d'incident ou d'accident nucléaire, des consignes de confinement ou d'évacuation peuvent être données et les habitants peuvent être amenés à ingérer, sur ordre du préfet, les comprimés d'iode.

## Histoire

### Antiquité gallo-romaine
Plusieurs sites Gallo-Romains mis en évidence par le Groupe Archéologique de la Vallée de la Tave, (Garrigue, Treille, Moras, Nison, Trimaille, Les Euzières, Roqueplane, grotte de l'amphithéatre, grotte du Lierre), Avec tegulas, imbrices, dolia, sigillée sud gauloise, céramique non tournée, amphores italiques, plusieurs tombes à inhumations, céramique kaolinitique réductrice (formes Cathma 6 et 7) céramiques non tournées, amphores étrusques.

### Moyen Âge
Saint Geniès, en Languedoc faisait partie de l'enclave de la Provence, l'église et le château de Saint Génies appartenaient à la mense épiscopale d'Avignon, en vertu d'une donation faite à l'évêque Fulcherius en 911 par Louis III l'Aveugle, roi et empereur d'Italie.
Durant les guerres et les incursions des Grandes Compagnies, l'église avait été transformée en forteresse, dans l'enceinte même du château, par le Pape Jean XXII (1317).

### Époque moderne
Au cours de la Révolution française, la commune porte provisoirement les noms de Montclos et de Mont-Comolas.

### Toponymie
Le nom vient probablement de Saint Geniès qui fut décapité près d'Arles pour avoir refusé de transcrire l'Edit de persécution des chrétiens de l'empereur Dioclétien en 303. Le nom de Comolas pourrait provenir du latin cumulus (tas, colline), en raison de la présence de quelques collines et d'une longue barre de pierres appelé «montagne» et qui culmine à 176 mètres d'altitude.

## Héraldique
| Blason de Saint-Geniès-de-Comolas | Blason  | D'hermine au chef losangé d'argent et d'azur.    |
| Blason de Saint-Geniès-de-Comolas | Détails | Le statut officiel du blason reste à déterminer. |

## Politique et administration
| Période                                  | Période   | Identité        | Étiquette     | Qualité       |
| ---------------------------------------- | --------- | --------------- | ------------- | ------------- |
| Les données manquantes sont à compléter. |           |                 |               |               |
| avant 1988                               | ?         | Armand Lacroix  |               |               |
| mars 1989                                | mars 2001 | Maurice Chaussy | Apparenté PCF |               |
| mars 2001                                | mars 2008 | Gérard Garcia   | DVG           |               |
| mars 2008                                | en cours  | Olivier Jouve   | UMP-LR        | Fonctionnaire |

## Démographie
L'évolution du nombre d'habitants est connue à travers les recensements de la population effectués dans la commune depuis 1793. Pour les communes de moins de 10 000 habitants, une enquête de recensement portant sur toute la population est réalisée tous les cinq ans, les populations de référence des années intermédiaires étant quant à elles estimées par interpolation ou extrapolation. Pour la commune, le premier recensement exhaustif entrant dans le cadre du nouveau dispositif a été réalisé en 2004.

En 2022, la commune comptait 2 013 habitants, en évolution de +4,63 % par rapport à 2016 (Gard : +2,97 %, France hors Mayotte : +2,11 %).
| 1793 | 1800 | 1806 | 1821 | 1831 | 1836 | 1841 | 1846 | 1851 |
| ---- | ---- | ---- | ---- | ---- | ---- | ---- | ---- | ---- |
| 637  | 630  | 688  | 823  | 840  | 845  | 870  | 892  | 870  |

| 1856 | 1861 | 1866 | 1872 | 1876 | 1881 | 1886 | 1891 | 1896 |
| ---- | ---- | ---- | ---- | ---- | ---- | ---- | ---- | ---- |
| 870  | 914  | 858  | 780  | 745  | 743  | 723  | 713  | 703  |

| 1901 | 1906 | 1911 | 1921 | 1926 | 1931 | 1936 | 1946 | 1954 |
| ---- | ---- | ---- | ---- | ---- | ---- | ---- | ---- | ---- |
| 651  | 676  | 634  | 589  | 564  | 575  | 591  | 520  | 508  |

| 1962 | 1968 | 1975  | 1982  | 1990  | 1999  | 2004  | 2006  | 2009  |
| ---- | ---- | ----- | ----- | ----- | ----- | ----- | ----- | ----- |
| 896  | 990  | 1 040 | 1 139 | 1 413 | 1 582 | 1 788 | 1 821 | 1 843 |

| 2014  | 2019  | 2022  | - | - | - | - | - | - |
| ----- | ----- | ----- | - | - | - | - | - | - |
| 1 874 | 1 997 | 2 013 | - | - | - | - | - | - |

## Économie

### Revenus
En 2018  (données Insee publiées en septembre 2021), la commune compte 793 ménages fiscaux, regroupant 1 987 personnes. La médiane du revenu disponible par unité de consommation est de 20 980 € (20 020 € dans le département).

### Emploi
|                | 2008   | 2013   | 2018  |
| -------------- | ------ | ------ | ----- |
| Commune        | 8 %    | 11,7 % | 9,6 % |
| Département    | 10,6 % | 12 %   | 12 %  |
| France entière | 8,3 %  | 10 %   | 10 %  |

En 2018, la population âgée de 15 à 64 ans s'élève à 1 271 personnes, parmi lesquelles on compte 77,8 % d'actifs (68,2 % ayant un emploi et 9,6 % de chômeurs) et 22,2 % d'inactifs,. Depuis 2008, le taux de chômage communal (au sens du recensement) des 15-64 ans est inférieur à celui de la France et du département.
La commune fait partie de la couronne de l'aire d'attraction d'Avignon, du fait qu'au moins 15 % des actifs travaillent dans le pôle,. Elle compte 175 emplois en 2018, contre 177 en 2013 et 175 en 2008. Le nombre d'actifs ayant un emploi résidant dans la commune est de 876, soit un indicateur de concentration d'emploi de 20 % et un taux d'activité parmi les 15 ans ou plus de 63 %.
Sur ces 876 actifs de 15 ans ou plus ayant un emploi, 121 travaillent dans la commune, soit 14 % des habitants. Pour se rendre au travail, 91,5 % des habitants utilisent un véhicule personnel ou de fonction à quatre roues, 1,5 % les transports en commun, 4,2 % s'y rendent en deux-roues, à vélo ou à pied et 2,8 % n'ont pas besoin de transport (travail au domicile).

### Activités hors agriculture

#### Secteurs d'activités
112 établissements sont implantés  à Saint-Geniès-de-Comolas au 31 décembre 2019. Le tableau ci-dessous en détaille le nombre par secteur d'activité et compare les ratios avec ceux du département,.
| Secteur d'activité                                                                                        | Commune | Commune | Département |
| Secteur d'activité                                                                                        | Nombre  | %       | %           |
| --- | ------- | ------- | ----------- |
| Ensemble                                                                                                  | 112     |         |             |
| Industrie manufacturière, industries extractives et autres                                                | 9       | 8 %     | (7,9 %)     |
| Construction                                                                                              | 33      | 29,5 %  | (15,5 %)    |
| Commerce de gros et de détail, transports, hébergement et restauration                                    | 25      | 22,3 %  | (30 %)      |
| Information et communication                                                                              | 6       | 5,4 %   | (2,2 %)     |
| Activités immobilières                                                                                    | 3       | 2,7 %   | (4,1 %)     |
| Activités spécialisées, scientifiques et techniques et activités de services administratifs et de soutien | 14      | 12,5 %  | (14,9 %)    |
| Administration publique, enseignement, santé humaine et action sociale                                    | 13      | 11,6 %  | (13,5 %)    |
| Autres activités de services                                                                              | 9       | 8 %     | (8,8 %)     |

Le secteur de la construction est prépondérant sur la commune puisqu'il représente 29,5 % du nombre total d'établissements de la commune (33 sur les 112 entreprises implantées  à Saint-Geniès-de-Comolas), contre 15,5 % au niveau départemental.

### Viticulture

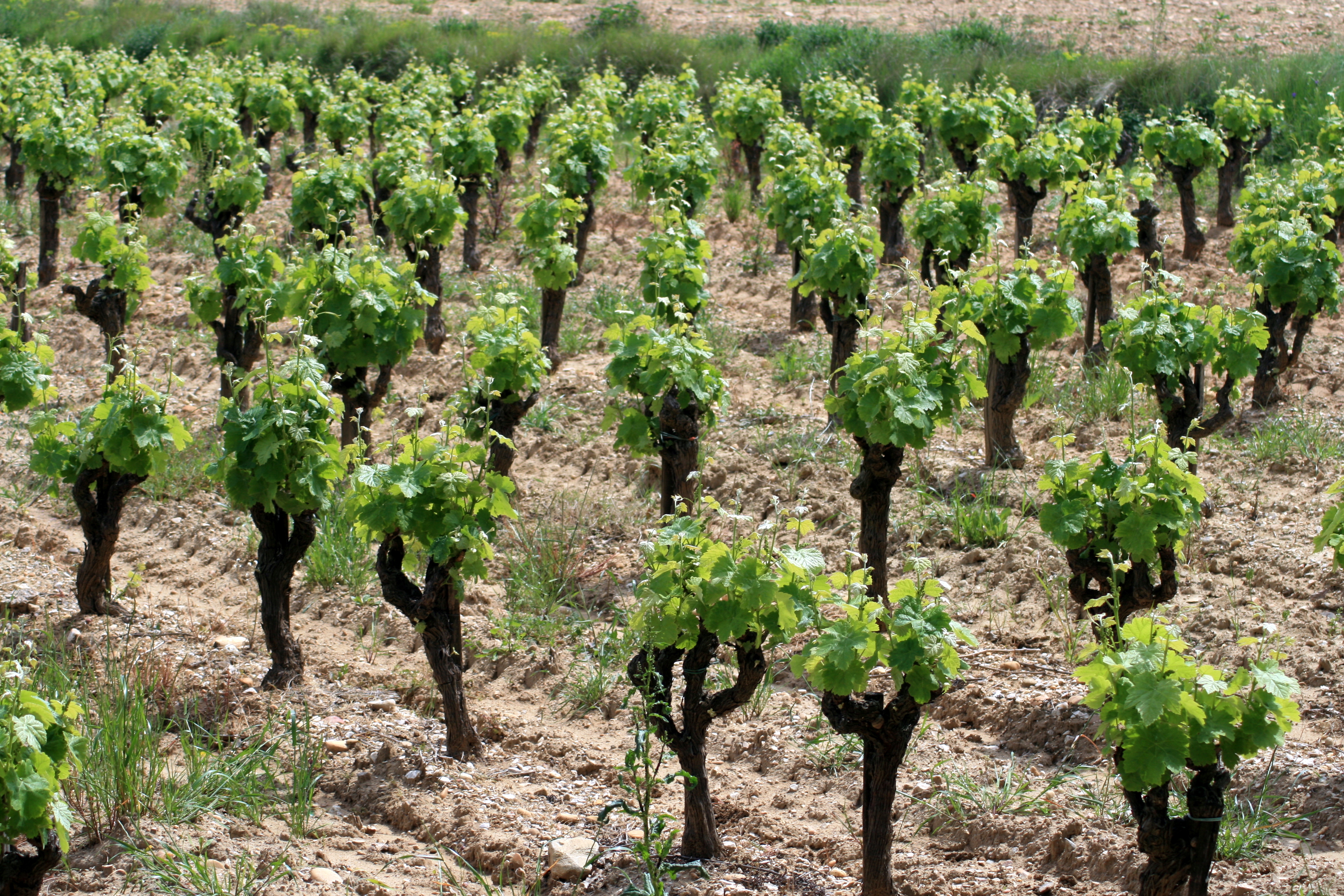
Jeunes vignes à Saint-Geniès-de-Comolas

Après la crise du phylloxéra, Henri de Régis, propriétaire du château de Ségriès, pour mettre en valeur ses terres, décida, en 1925, de replanter un vignoble. Dans la décennie suivante, il entreprit de suivre l'exemple du combat que menait sur la rive gauche du Rhône le baron Pierre Le Roy de Boiseaumarié. Avec quelques amis convaincus, il décida de faire classer le terroir de Lirac en appellation d’origine contrôlée (A.O.C.). La demande en fut faite auprès d'un tribunal.
Le projet se concrétisa après la seconde guerre. Le 11 octobre 1945, l’appellation fit l’objet d’une reconnaissance judiciaire par le Tribunal d’Uzès. Après deux années d’enquêtes complémentaires sur le terrain (terroir, types de vins, etc.) les experts de l’INAO achevèrent la délimitation de l’aire d’appellation sur les communes de Lirac, Roquemaure, Saint-Laurent-des-Arbres et Saint-Geniès-de-Comolas. Ce qui aboutit à la reconnaissance de l’AOC Lirac définie par le décret du 14 octobre 1947. La nouvelle appellation devenait le premier cru des côtes-du-rhône à produire des vins de trois couleurs : rouge, rosé, blanc.

### Agriculture
|               | 1988 | 2000 | 2010 | 2020 |
| ------------- | ---- | ---- | ---- | ---- |
| Exploitations | 58   | 43   | 31   | 7    |
| SAU (ha)      | 587  | 453  | 367  | 87   |

La commune est dans la vallée du Rhône, une petite région agricole occupant la frange est du département du Gard. En 2020, l'orientation technico-économique de l'agriculture  sur la commune est la viticulture. Sept exploitations agricoles ayant leur siège dans la commune sont dénombrées lors du recensement agricole de 2020 (58 en 1988). La superficie agricole utilisée est de 87 ha,,.

### Huile d'olive de Provence AOC
L'huile d'olive de Provence est protégée par une appellation d'origine contrôlée (AOC) à la suite d'une enquête diligentée par l'INAO, dont les conclusions ont été déposées auprès de la commission le 26 octobre 2006, réunie à Arles. La signature du décret parut au Journal officiel le 14 mars 2007
Pour pouvoir postuler à l'AOC, l'huile d'olive de Provence doit être élaborée à base des variétés aglandau, bouteillan, cayon, salonenque ainsi que celles dénommées localement brun, cayet, petit ribier et belgentiéroise. Il faut au moins deux de ces variétés principales présentes au sein de l'oliveraie,.

## Culture locale et patrimoine

### Lieux et monuments
- L'église Saint-Geniès de Saint-Geniès-de-Comolas est mise en valeur sur une place. Cette église offre aux visiteurs une fresque représentant le martyre de saint Geniès et parmi les différentes statues celle d'un saint Expédit, patron des écoliers, des hommes d'affaires et des candidats au permis de conduire[32].
- Statue de la Vierge : Notre-Dame-de-Comolas.
- Le viaduc de Saint-Geniès-de-Comolas est un viaduc ferroviaire en poutres qui porte la LGV Méditerranée[33].
- Tunnel ferroviaire[34].
- Affleurements visibles[35].

### Saint-Geniès-de-Comolas dans la littérature
Saint-Geniès-de-Comolas est citée dans le poème d’Aragon, Le Conscrit des cent villages, écrit comme acte de Résistance intellectuelle de manière clandestine au printemps 1943, pendant la Seconde Guerre mondiale.

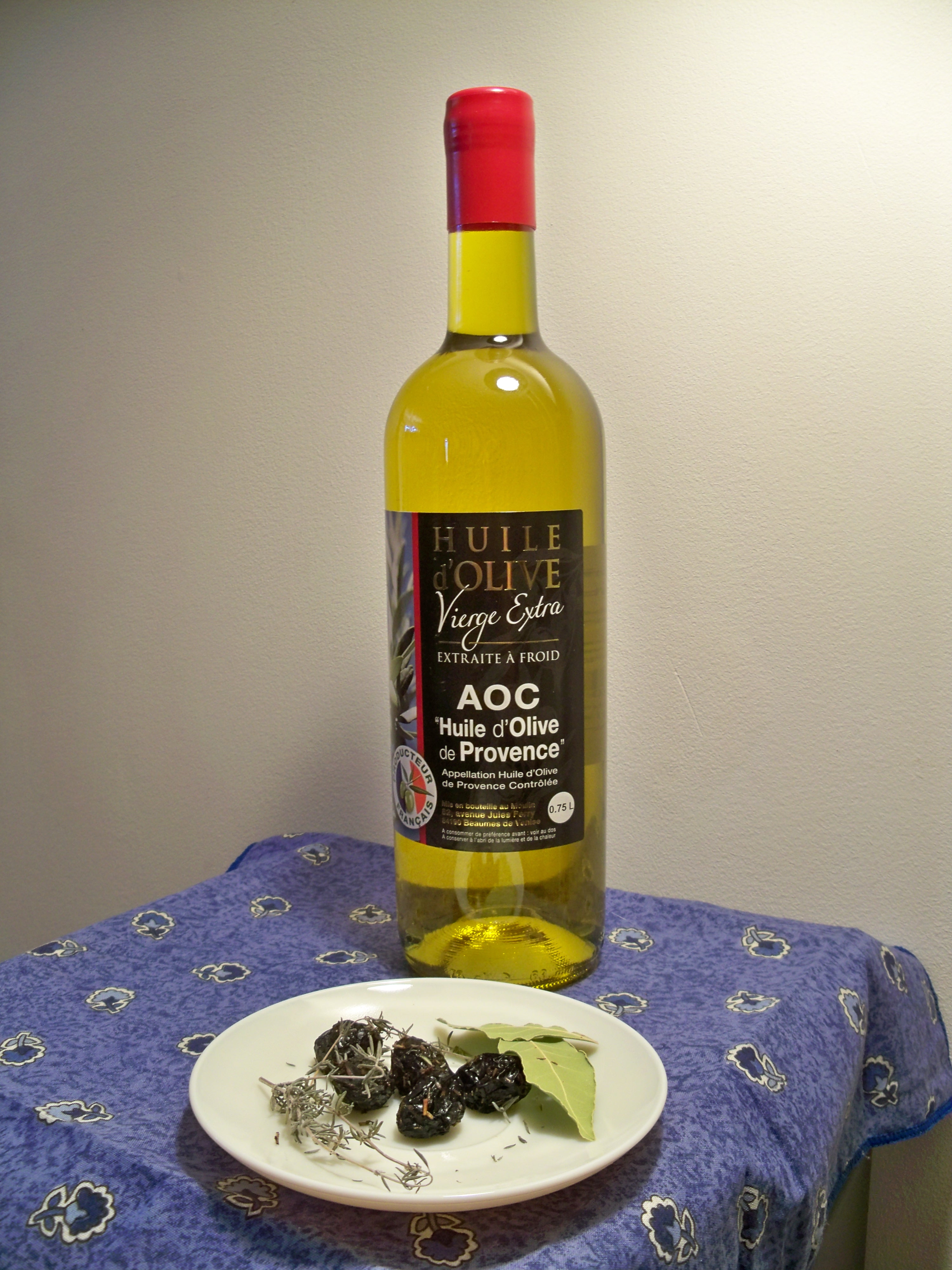
Huile d'olive de Provence AOC
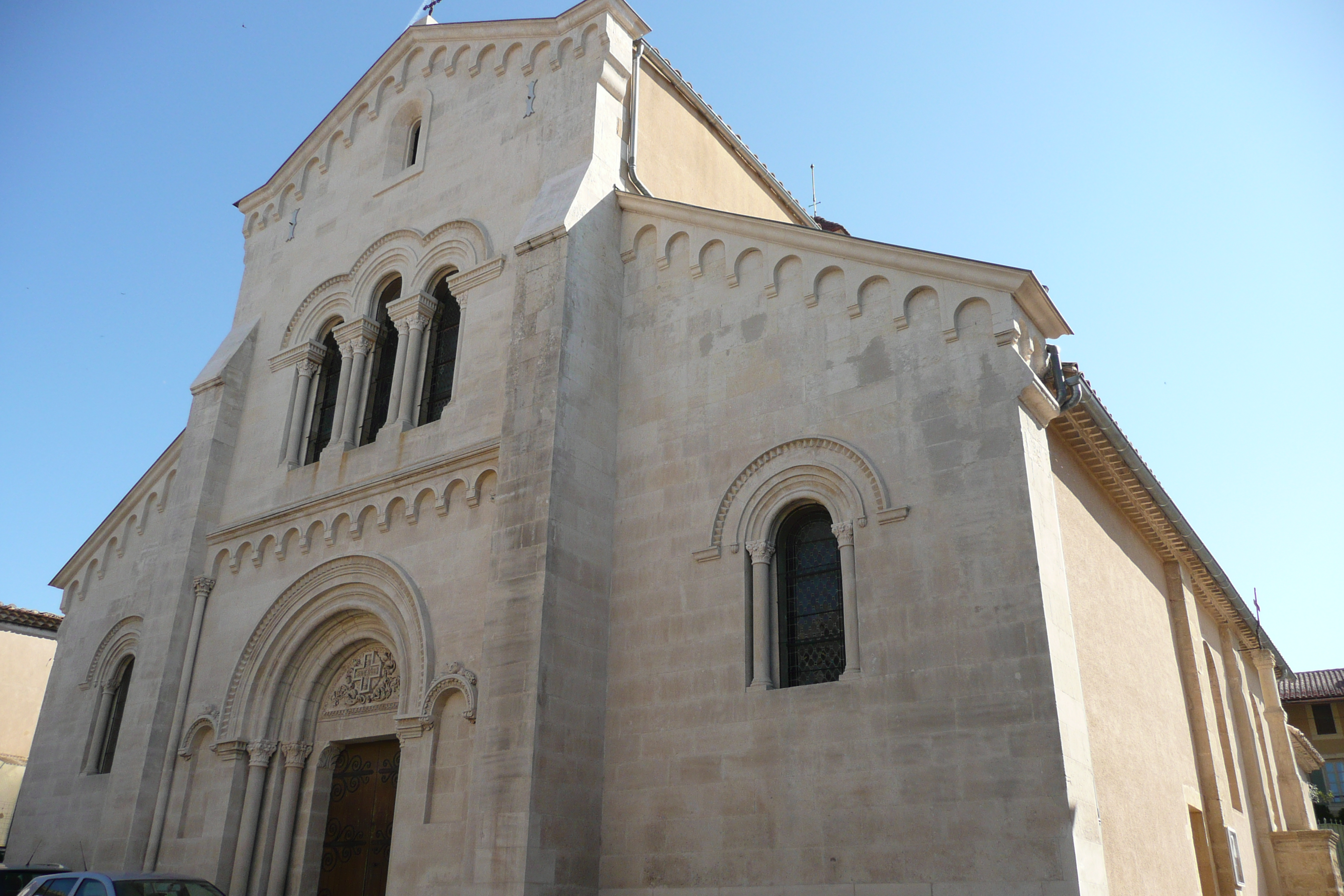
Clocher de l'église
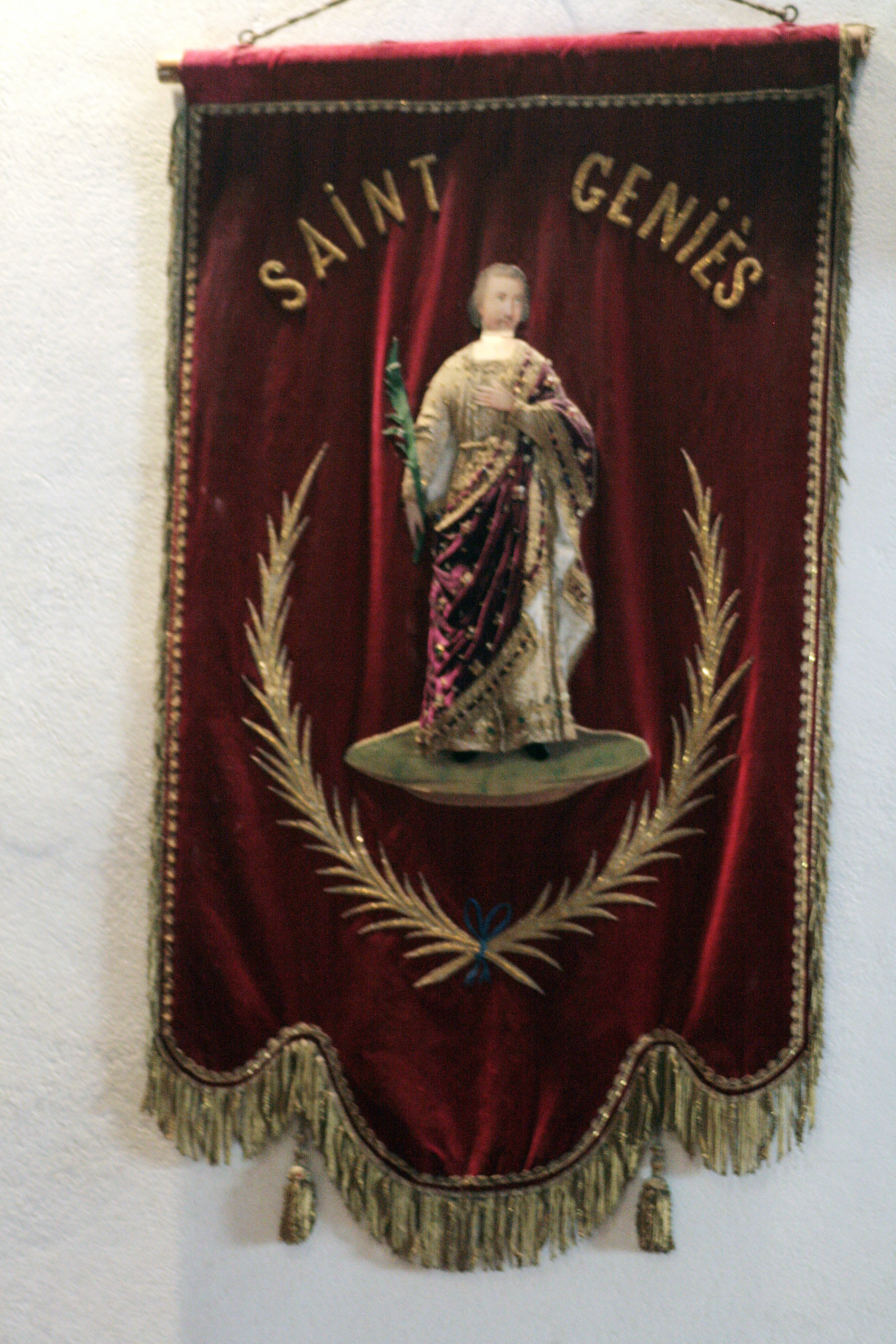
Bannière de saint Geniès
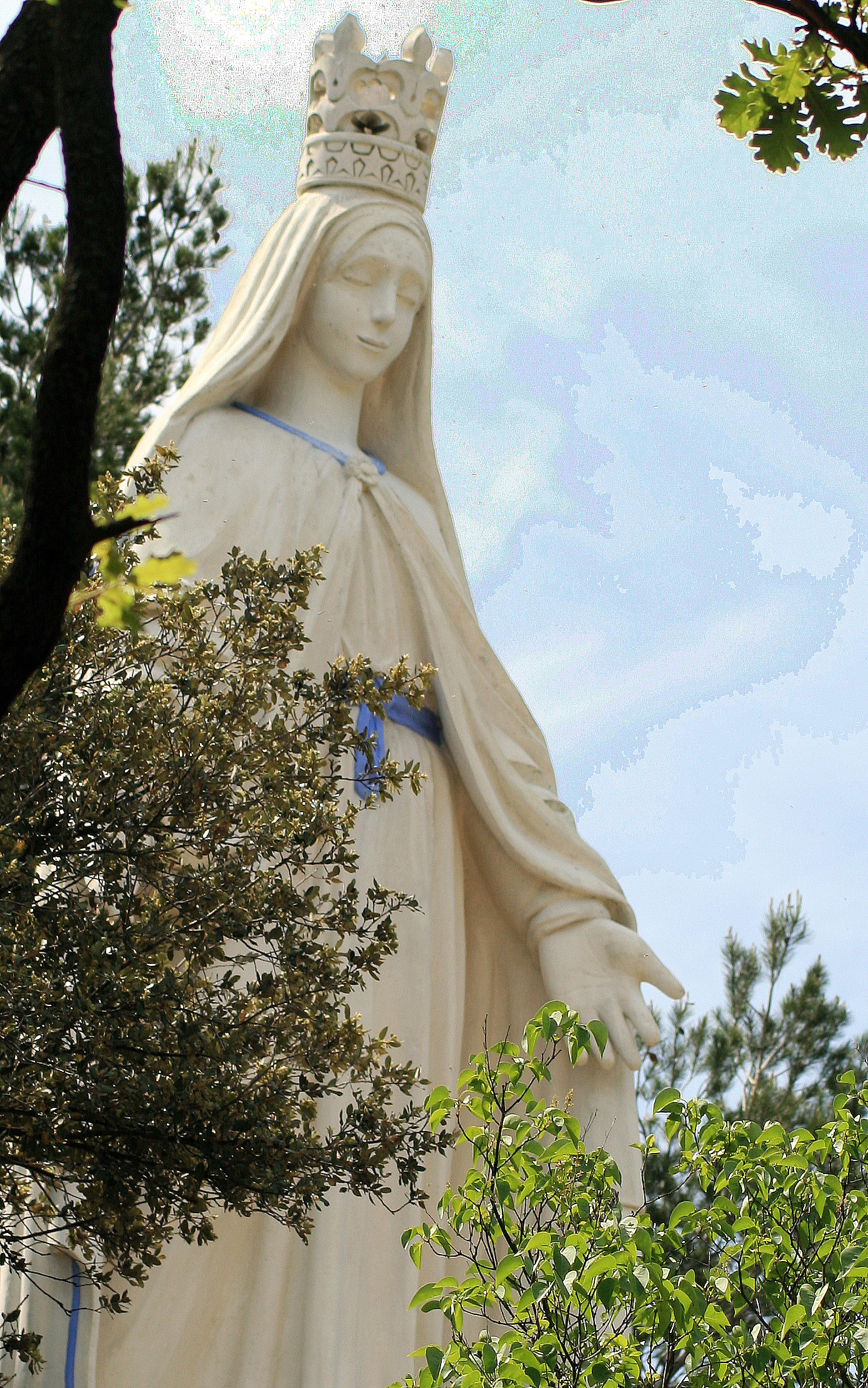
Notre-Dame de Comolas
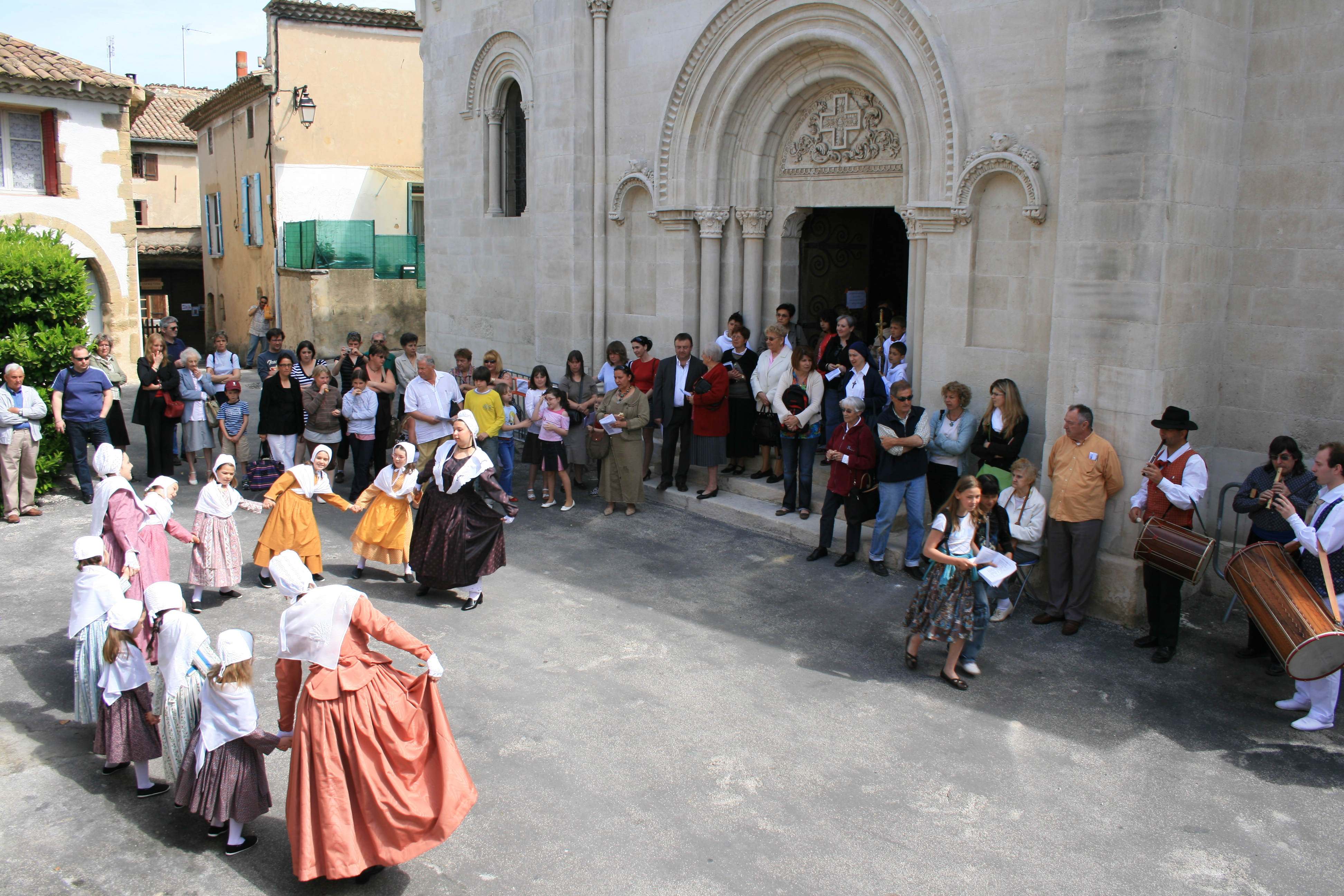
Farandole lors de la fête votive

### Personnalités liées à la commune
- Maurice Charretier, ministre, député et sénateur du Vaucluse, né à Saint-Geniès.
- Durant la 2nde Guerre Mondiale, au moment de l'Exode, Rose Vinoy y fut réfugiée avec sa fille Françoise, âgée de 6 mois, mère de l'écrivain Laurent Bourdelas.